# Rätselhafte Pechlibelle
Die Rätselhafte Pechlibelle (Ischnura hastata) ist eine Kleinlibellenart aus der Familie der Schlanklibellen (Coenagrionidae), die in Nord- und Mittelamerika verbreitet ist. Die Rätselhafte Pechlibelle ist in mehrfacher Hinsicht besonders. Zum einen ist es die einzige nordamerikanische Art, die sich im europäischen Raum regelmäßig fortpflanzt, die Vermehrung erfolgt hier jedoch ausschließlich parthenogenetisch. Eine parthenogenetische Fortpflanzung ist von keiner anderen Libellenart bekannt. Auch ist die Rätselhafte Pechlibelle die einzige Libellenart, bei der sich das Pterostigma des Vorderflügels beim Männchen nicht am Flügelrand befindet, sondern eingerückt im Flügelinneren liegt. Auch innerhalb der Gattung ist sie durch das Fehlen weiblicher Farbvarianten und ein nicht vollständig geschwärztes männliches Abdomen ungewöhnlich.

## Merkmale
Mit einer Körperlänge von 21 bis 27 Millimetern und einer Länge der Hinterflügel von 9 bis 15 Millimetern ist die Rätselhafte Pechlibelle eine sehr kleine Schlanklibellenart. Männchen und Weibchen zeigen, wie bei den Pechlibellen üblich, einen ausgeprägten Sexualdimorphismus.
Die Männchen sind durch ihre kräftig gelbe Grundfarbe sehr auffällig, die Augen sind vorderseits gelb, werden nach hinten hin grün, oberseits wirken sie wie von einer schwarzen Kappe bedeckt. Die blau-grünen Postokularflecken sind sehr klein und nicht durch eine Linie miteinander verbunden. Der Thorax ist grünlich gefärbt, die hellen Antehumeralstreifen sind schmal und die Humeralstreifen breit. Das Abdomen ist gelb, nur die ersten beiden Abdominalsegmente zeigen einen grünlichen Farbton als Übergang zum Thorax. Die Segmente eins und zwei sind oberseits schwarz gefärbt, an den Stößen der Segmente drei bis sechs befindet sich jeweils ein schmaler schwarzer Ring, dem auf beiden Seiten speerförmig auslaufende Flecken vorgelagert sind, diese können auf dem sechsten Segment auch verschmelzen. Die Segmente sieben bis zehn sind ganz ohne schwarze Zeichnung, in niederen Breiten kann das siebte Segment manchmal schwarz gefärbt sein. In der Seitensicht des zehnten Segments zeigt sich ein ungewöhnlicher nach oben gerichteter stabförmiger Vorsprung.

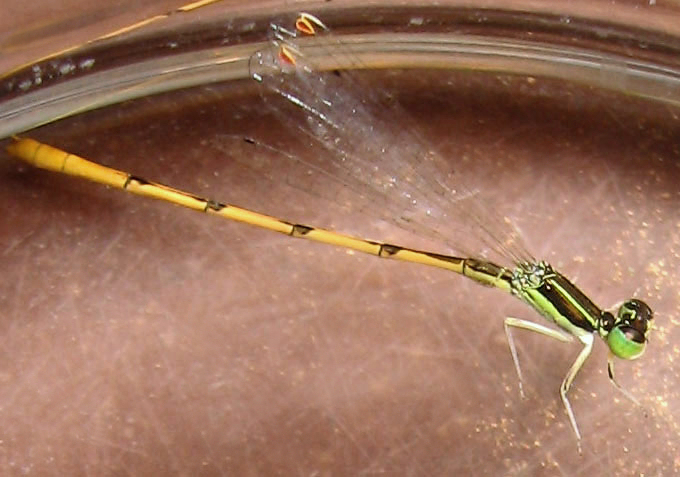
Männliche Rätselhafte Pechlibelle (mit orangefarbigen Pterostigmata am Vorderflügel)

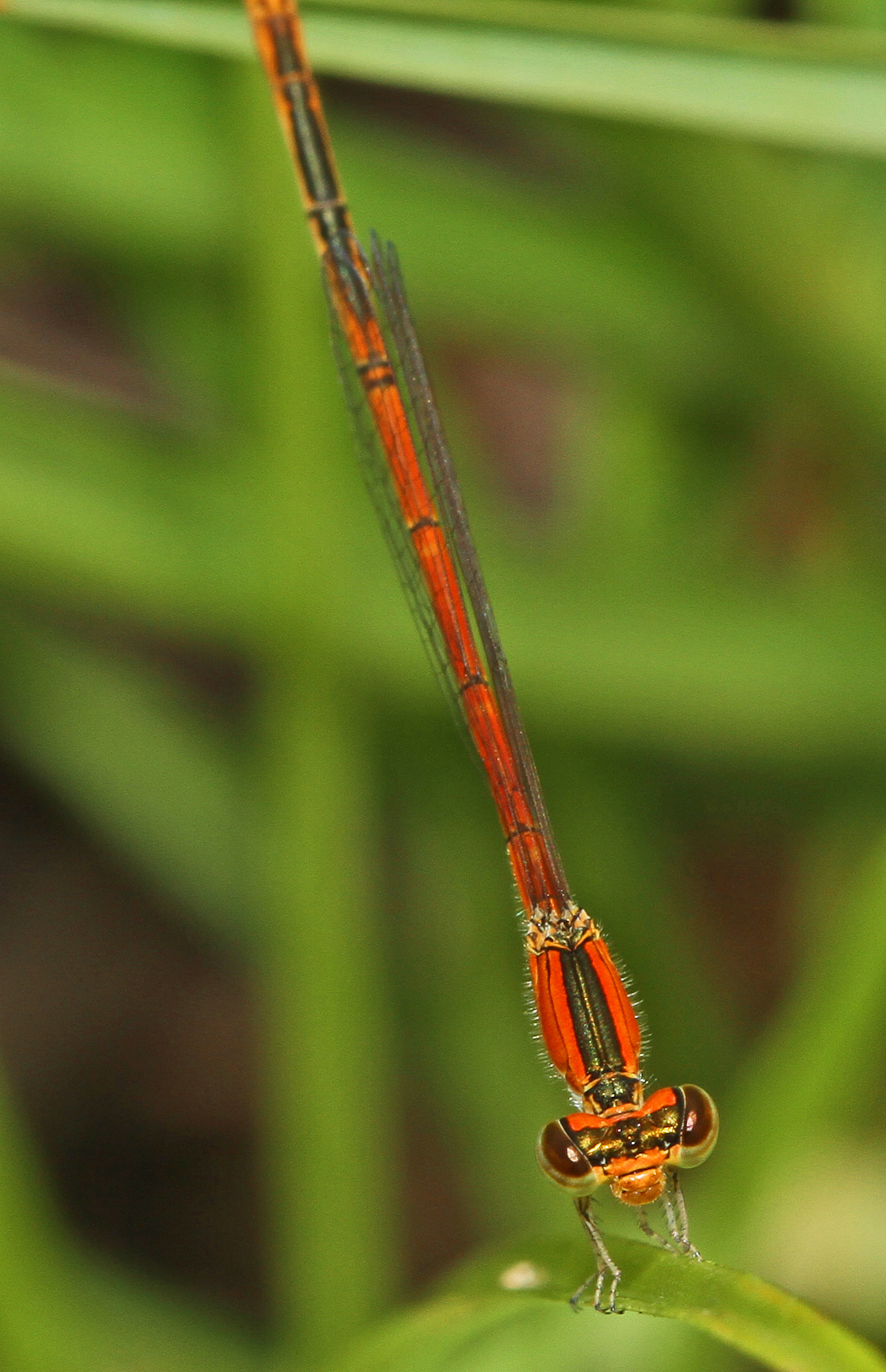
Weibchen

Das orange Pterostigma der Vorderflügel ist einzigartig, da es nur bei dieser Libellenart von der Flügelkante abgerückt ist. Gegenüber den umgebenden Zellen ist das Flügelmal durch eine verdickte weiße Vene abgetrennt, die Form ist eher rundlich. Die schwarzen Stigmata der Hinterflügel sind normal ausgebildet, und ungefähr halb so groß wie die der Vorderflügel. Die Pterostigmata der Weibchen sind normal ausgebildet.
Die Weibchen sind in der Jugendform am ganzen Körper kräftig rot-orange gefärbt und besitzen auffällige orange Postokularflecken oberseits der Komplexaugen, die durch eine Linie miteinander verbunden sind. Der Mittelstreifen ist schwarz, der Humeralstreifen nur schwach oder gar nicht ausgebildet. Das Abdomen ist orange, die Abdominalsegmente sechs bis neun sind oberseits durchgehend schwarz gefärbt, teils kommt es auch zu einer Färbung auf dem fünften Segment. Mit Einsetzen der Geschlechtsreife verfärben sich die Augen der Weibchen stumpf grünlich mit brauner Kappe, mittig gebändert durch einen horizontalen dünnen schwarzen Streifen. Auch alle bisher hellen Oberseiten der Abdominalsegmente verdunkeln sich und die Seitenflächen des Thorax verfärben sich oberseits grau und unterseits weiß, später überall grünlich. Mit zunehmender Ausreifung stellt sich eine gräuliche Wachsbereifung des Abdomens ein, oftmals schwach dunkelgrau gebändert, jedoch niemals so dicht, dass die darunter liegende Zeichnung verdeckt wird. In feuchteren Gegenden verfärbt sich die Wachsbereifung stumpf schwärzlich, in trockneren Gebieten dagegen blassgrau. Ungewöhnlich für die Gattung der Pechlibellen ist das Fehlen verschiedener weiblicher Farbvarianten.

### Ähnliche Arten
Die männlichen Imagines sind durch ihre auffällige Abdomenzeichnung, besonders aber durch das eingerückte Pterostigma der Vorderflügel unverwechselbar. Unreife Weibchen der Rätselhaften Pechlibelle unterscheiden sich von unreifen Weibchen von Ischnura verticalis durch den nur schwach ausgebildeten oder ganz fehlenden Humeralstreifen, von den Weibchen von Ischnura prognata und Ischnura ramburii durch ihre geringere Größe und den größeren Orangeanteil am Ansatz des Abdomens, der bei I. ramburii nur auf dem ersten und zweiten Abdominalsegment und bei I. prognata nur auf dem dritten und vierten Segment zu finden ist. Ischnura hastata zeichnet sich außerdem durch einen breiteren Mittelstreifen als bei I. prognata aus.
Die Wachsbereifung ausgereifter Weibchen der Rätselhaften Pechlibelle bedeckt nie den glänzend schwarzen Mittelstreifen des Thorax, der Humeralstreifen ist dagegen überdeckt und so, falls überhaupt vorhanden, nicht zu erkennen. Dadurch ist eine Unterscheidung der ausgereiften Weibchen von I. verticalis und Ischnura posita möglich, bei denen der Mittelstreifen überdeckt ist, der Humeralstreifen dagegen meist deutlich unter der Bereifung zu erkennen ist. Wenn auch deutlich kleiner kann I. hastata an einem Punkt der Ausreifung mit stumpf orange-olivfarbenem Thorax mit der dann ähnlichen reifen heterochromen Form von I. ramburii verwechselt werden. Diese bildet jedoch nie eine Wachsbereifung auf dem Abdomen aus und hat häufig leuchtend blaue Postokularflecken.
Eine Verwechslungsmöglichkeit besteht auch mit der Kleinen Pechlibelle (Ischnura pumilio), diese ist jedoch deutlich größer als die Rätselhafte Pechlibelle und die beiden ersten Abdominalsegmente sind ohne Zeichnung, während bei I. hastata die ersten vier Segmente hell bleiben. Während der Ausreifung verfärbt sich die Kleine Pechlibelle blau oder bisweilen grün, Stadien, in denen beide Arten olivgrau gefärbt sind, können verwechselt werden, die Kleine Pechlibelle bildet jedoch nie eine Wachsbereifung aus. Eine sichere Unterscheidungsmöglichkeit bietet der Prothorax, dessen Hinterrand bei I. pumilio deutlich ausgerundet, bei I. hastata dagegen abgeflacht erscheint.

## Verbreitung

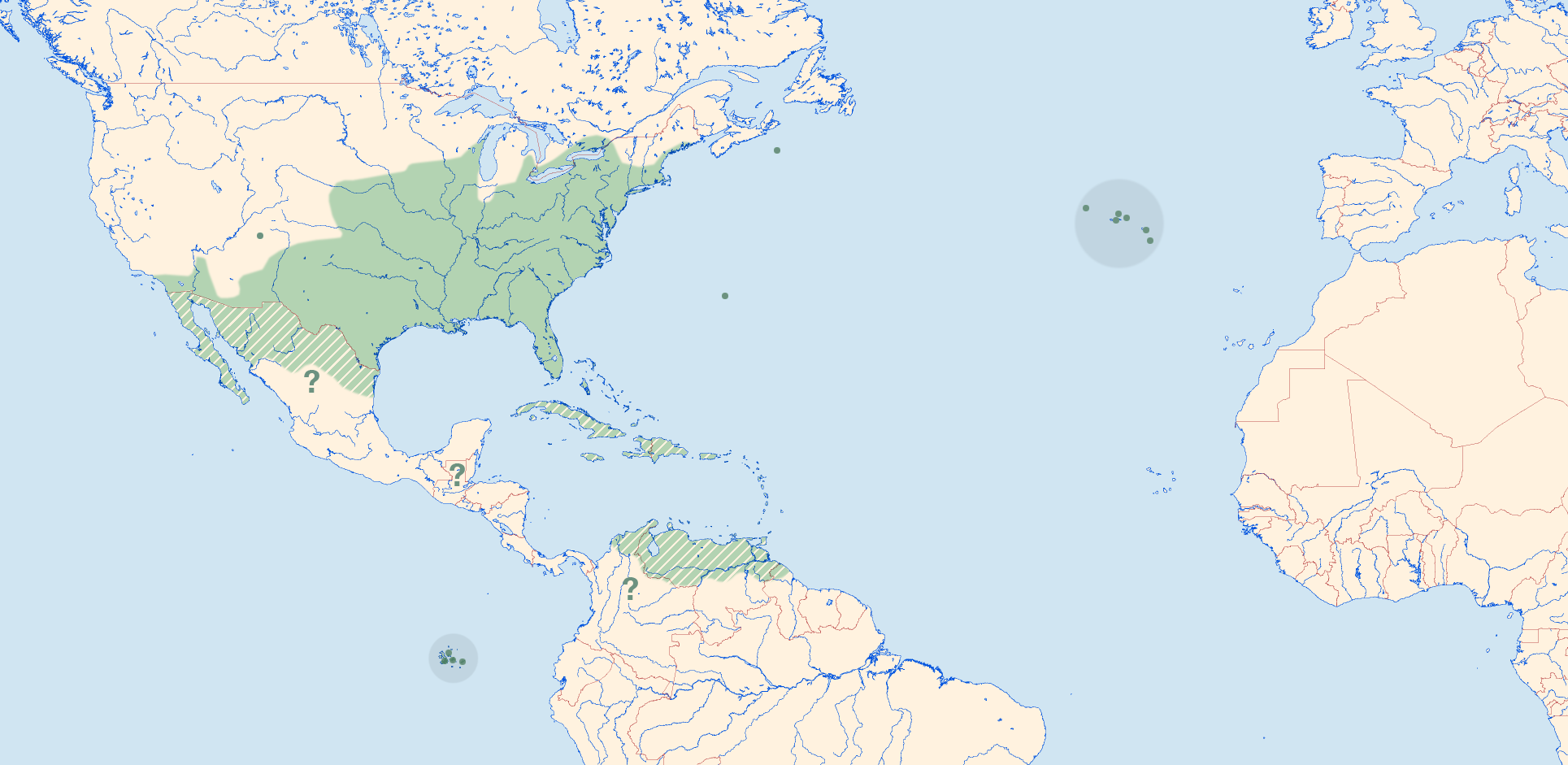
Verbreitung von Ischnura hastata

Das Verbreitungsgebiet der Rätselhaften Pechlibelle reicht im Nordosten von Wisconsin, Süd-Ontario und Maine über den eher spärlich besiedelten Südwesten und die südlichen Great Plains, Südkalifornien und nördliche Teile Mexikos über die Westindischen Inseln und Bermuda bis Venezuela. Zuweilen kommt es zur großflächigen Besiedelung nördlich des üblichen Verbreitungsgebietes, möglicherweise handelt es sich um Populationen, die mit klimatischen Verhältnissen wachsen und wieder schwinden.
Als Pionierart, die häufig in hohe Luftschichten verwirbelt wird, finden sich Populationen auch auf den abgelegenen Inselgruppen der Galápagos-Inseln – hier ist sie die einzige vorkommende Kleinlibellenart – und den Azoren, wo Ischnura hastata die häufigste Libellenart stellt und einzig mit der Kleinen Pechlibelle vergesellschaftet ist. Wahrscheinlich werden alle Inseln der Azorengruppe besiedelt. Vereinzelt tauchen Exemplare an Küsten des Ostatlantiks auf.
Lebensraum der Rätselhaften Pechlibelle sind dicht mit Gräsern und Seggen bewachsene Ränder von Weihern und Seen, als Pionierart werden gerade im südlichen Teil des Verbreitungsgebietes auch temporäre Teiche mit ähnlicher Vegetation und in anderen Gegenden Hochmoore in großer Anzahl angenommen. Auf den Azoren ist fast jeder mit Laichkräutern und Sumpfbinsen bewachsene Teich besiedelt.

## Lebensweise
In geeigneten Habitaten rund um Teiche mit dichter Vegetation kann Ischnura hastata sehr häufig werden. Paarungen, sowohl mit ausgereiften wie noch unreifen Weibchen, finden den ganzen Tag über statt und können bis nach Dämmerung fortgesetzt werden. Die Paarung ist allerdings nur selten zu beobachten, wahrscheinlich da sich die Weibchen im Normalfall nur einmal paaren und so all ihre Eier befruchten. Auch die Eiablage kann weit weniger häufig als bei anderen Pechlibellenarten beobachtet werden. Die Weibchen legen die Eier alleine, ohne Begleitung durch die Männchen, in aufrechte oder flutende Blätter und Stängel von Gräsern, Seerosen oder Torfmoosen.
Die Flugzeit der Imagines differiert mit der Verbreitung. Am nordöstlichen Rand des Verbreitungsgebietes reicht sie von Juli bis September, in Maine ist Ischnura hastata sogar nur im August anzutreffen. Südlicher, in Kentucky reicht die Flugzeit von Mai bis Oktober, in Kalifornien beginnt sie bereits im März, in Louisiana im Februar und reicht jeweils bis in den November. In Texas, Florida und allen südlicher gelegenen Gebieten fliegt I. hastata das ganze Jahr über. Die Flugzeit auf den Azoren reicht von Ende Mai bis Anfang August.

### Parthenogenetische Fortpflanzung auf den Azoren
Eine Besonderheit stellt das isolierte Vorkommen der Rätselhaften Pechlibelle auf den Azoren dar, da sich diese Population einzig parthenogenetisch fortpflanzt. In allen Generationen entwickeln sich ausschließlich Weibchen, die Eier legen, ohne sich zuvor zu paaren. Aus den daher unbefruchteten Eiern schlüpfen wiederum nur Weibchen. Parthenogenese ist zwar bei vielen Insektenarten nachgewiesen, jedoch bei Libellen nur von dieser einzigen Population bekannt. Die Bestände von Ischnura hastata auf dem amerikanischen Doppelkontinent reproduzieren sich ausschließlich normal. Häufig ist eine bakterielle Infektion bei Wirbellosen für die Parthenogenese verantwortlich, jedoch konnten Experimente mit Antibiotika dies bisher nicht für die Rätselhafte Pechlibelle bestätigen. Erst 1990 konnte die Azoren-Population von Ischnura hastata der richtigen Art zugeordnet werden, obwohl Aufzeichnungen nahelegen, dass sie bereits seit mindestens einem Jahrhundert besteht.